# Ma'barot (Izrael)
Ma'barot (hebrejsky מעברות‎, doslova „Přechody“, je vesnice typu kibuc v Izraeli, v Centrálním distriktu, v oblastní radě Emek Chefer.

## Geografie
Leží v nadmořské výšce 16 metrů v hustě osídlené a zemědělsky intenzivně využívané pobřežní nížině respektive Šaronské planině. Na severním okraji kibucu protéká vodní tok Nachal Alexander, do kterého podél východního okraje vesnice směřuje k severu vádí Nachal Avichajil.
Obec se nachází 5 kilometrů od břehu Středozemního moře, cca 33 kilometrů severovýchodně od centra Tel Avivu, cca 50 kilometrů jihojihozápadně od centra Haify a 8 kilometrů jižně od města Chadera. Ma'barot obývají Židé, přičemž osídlení v tomto regionu je etnicky převážně židovské. Spolu se sousedními vesnicemi Mišmar ha-Šaron, Kfar Chajim, Hadar Am, Kfar Jedidja a Bejt Jicchak-Ša'ar Chefer vytváří souvislý severojížní pás zemědělských sídel táhnoucí se až k okraji města Netanja.
Ma'abarot je na dopravní síť napojen pomocí dálnice číslo 4.

## Dějiny
Ma'barot byl založen v roce 1933. Zakladateli vesnice byla skupina Židů z Rumunska napojených na levicové hnutí ha-Šomer ha-ca'ir. Ta se zformovala již roku 1925 pod jménem Kibuc Gimel (קיבוץ ג׳‎). Provizorně se usadili poblíž Afuly a v následujících letech se podíleli na stavebních pracích na různých místech tehdejší mandátní Palestiny. Postupně se k nim přidali Židé z Bulharska (1929) a Maďarska (1930). V roce 1933 se usadili v nynější lokalitě, v tehdy bažinaté oblasti sužované malárií, obývané zčásti beduíny. Roku 1939 se v kibucu usadila i skupina židovských uprchlíků z Německa. Roku 1944 byla ve vesnici otevřena budova společné jídelny.
Jméno kibucu je odvozeno od polohy na tehdy jediném severojižním přechodu přes Nachal Alexander spojujícím sídla v pobřežní planině. Roku 1937 tudy byla trasována nová pobřežní silnice do Chadery. Až do roku 1948 se v okolí kibucu Ma'barot (zejména východním směrem, poblíž kibucu ha-Ogen) rozkládalo arabské beduínské osídlení s vesnicí Vádí Kabani. Osadníci z Ma'barot se zdejšími Araby udržovali přátelské vztahy. V březnu 1948, počátkem války za nezávislost, ovšem zdejší arabské obyvatelstvo uprchlo a arabské osídlení zde skončilo. Zástavba Vádí Kabani pak byla zbořena.
Před rokem 1949 měl kibuc rozlohu katastrálního území 820 dunamů (0,82 km²).
V roce 1955 v kibucu pobýval francouzský hudební skladatel Paul Tortelier, který tu složil Izraelskou symfonii. Roku 1967 byly v prostoru vesnice objeveny archeologické pozůstatky osídlení z doby bronzové.
Místní ekonomika je založena na zemědělství. Od roku 1962 zde funguje i podnik na výrobu spotřební elektroniku. Existují tu i další průmyslové firmy. Je zde k dispozici plavecký bazén, knihovna, společenské centrum a sportovní areály. Děti z kibucu dojíždějí do základní školy v nedalekém Giv'at Chajim Me'uchad. Přímo v kibucu pak funguje střední škola Ramot Chefer (רמות חפר‎) s regionálním významem. Kibuc si stále udržuje vysokou míru kolektivismu a zatím neprošel privatizací.

## Demografie
Podle údajů z roku 2014 tvořili naprostou většinu obyvatel v Ma'barot Židé (včetně statistické kategorie „ostatní“, která zahrnuje nearabské obyvatele židovského původu, ale bez formální příslušnosti k židovskému náboženství).
Jde o menší sídlo vesnického typu s dlouhodobě rostoucí populací. K 31. prosinci 2014 zde žilo 940 lidí. Během roku 2014 populace stoupla o 2,6 %.
| Rok            | 1948 | 1961 | 1972 | 1983 | 1995 | 2001 | 2003 | 2004 | 2005 | 2006 | 2007 | 2008 | 2009 | 2010 | 2011 | 2012 | 2013 | 2014 |
| -------------- | ---- | ---- | ---- | ---- | ---- | ---- | ---- | ---- | ---- | ---- | ---- | ---- | ---- | ---- | ---- | ---- | ---- | ---- |
| Počet obyvatel | 551  | 572  | 752  | 714  | 724  | 714  | 741  | 751  | 778  | 808  | 832  | 848  | 920  | 923  | 955  | 924  | 916  | 940  |